# ASML
ASML Holding N.V. är ett multinationellt nederländskt företag som är specialiserat på utrustning för mikrolitografi som används vid produktion av integrerade kretsar. Företaget grundades 1984 och namnet ASML var ursprungligen en förkortning av Advanced Semiconductor Materials Lithography.
ASML är världens största leverantör av utrustning till halvledarfabriker och den enda leverantören av den utrustning för extrem ultraviolett litografi (EUV) som används i produktionen av de mest avancerade integrerade kretsarna.